# Togen Anki - Sangue maledetto
Togen Anki - Sangue maledetto (桃源暗鬼?, Tōgen Anki) è un manga shōnen scritto e disegnato da Yura Urushibara. È stato serializzato sulla rivista Weekly Shōnen Champion di Akita Shoten dall'11 giugno 2020. In Italia, la serie viene distribuita da Panini Comics sotto l'etichetta Planet Manga dal 29 settembre 2022. Un adattamento anime prodotto da Studio Hibari viene trasmesso a partire dall'11 luglio 2025; la trama si concentra su un adolescente di nome Shiki Ichinose, che vive con il padre adottivo, Tsuyoshi. Un giorno, i due vengono improvvisamente attaccati da un assassino. Shiki scopre presto la scioccante verità: lui è un Oni e Tsuyoshi era in precedenza un Momotarou cacciatore di Oni prima di andarsene per allevarlo. Dopo che Tsuyoshi è stato ucciso, Shiki si ritrova nel bel mezzo del conflitto di lunga data tra Oni e Momotarou mentre giura di sopravvivere e vendicarsi.

## Trama
Shiki Ichinose è un adolescente ribelle che vive con il padre adottivo, Tsuyoshi. Un giorno, vengono improvvisamente attaccati da un assassino. Shiki scopre presto la sconvolgente verità: lui è un Oni e Tsuyoshi era un cacciatore di Oni, Momotarou, prima di andarsene per crescerlo. Dopo la morte di Tsuyoshi, Shiki si ritrova nel mezzo dell'annoso conflitto tra Oni e Momotarou, mentre giura di sopravvivere e vendicarsi.

## Personaggi
Shiki Ichinose (一ノ瀬 四季?, Ichinose Shiki)
Doppiato da: Kazuki Ura (ed. giapponese); Stefano Broccoleti (ed. italiana)
Naito Mudano (無陀野 無人?, Mudano Naito)
Doppiato da: Hiroshi Kamiya (ed. giapponese); Dario Sansalone (ed. italiana)
Jin Kougasaki (皇后崎 迅?, Kōgasaki Jin)
Doppiato da: Kōtarō Nishiyama (ed. giapponese); Matteo Costantini (ed. italiana)
Homare Byobugaura (屏風ヶ浦帆稀?, Byobugaura Homare)
Doppiata da: Manaka Iwami (ed. giapponese); Enrica Fieno (ed. italiana)
Ikari Yaoroshi (矢颪碇?, Yaoroshi Ikari)
Doppiato da: Shogo Sakata (ed. giapponese); Simone Lupinacci (ed. italiana)
Juji Yusurube (遊摺部従児?, Yusurube Juji)
Doppiato da: Natsuki Hanae (ed. giapponese); Omar Vitelli (ed. italiana)
Rokuro Kiriyama (手術岾ロクロ?, Kiriyama Rokuro)
Doppiato da: Kaito Miura (ed. giapponese); Jona Mennite (ed. italiana)
Kuina Sazanami (漣水鶏?, Sazanami Kuina)
Doppiata da: Aimi (ed. giapponese); Camilla Marcucci (ed. italiana)
Kyoya Oiranzaka (花魁坂 京夜?, Oiranzaka Kyōya)
Doppiato da: Ryōhei Kimura (ed. giapponese); Niccolò Guidi (ed. italiana)
Tsubakiri Momomiya (桃宮唾切?, Momomiya Tsubakiri)
Doppiato da: Daisuke Kishio (ed. giapponese); Federico Campaiola (ed. italiana)
Yomogi Momokusa (桃草蓬?, Momokusa Yomogi)
Doppiata da: Mariya Ise (ed. giapponese); Martina Felli (ed. italiana)
Tsuyoshi Ichinose (一ノ瀬剛志?, Ichinose Tsuyoshi)
Doppiato da: Tsuyoshi Koyama (ed. giapponese); Alessandro Parise (ed. italiana)
Samidare Momoya (桃屋五月雨?, Momoya Samidare)
Doppiato da: Yasunori Masutani (ed. giapponese); Riccardo Lombardo (ed. italiana)
Preside (校長?, Kōchō)
Doppiata da: Megumi Ogata (ed. giapponese); Daniela Abbruzzese (ed. italiana)

## Media

### Manga
Scritto e disegnato da Yura Urushibara, Tōgen Anki è apparso sulla rivista di manga shōnen Weekly Shōnen Champion di Akita Shoten l'11 giugno 2020. Akita Shoten ha raccolto i suoi capitoli in singoli volumi tankōbon. Il primo volume è stato pubblicato l'8 ottobre 2020.
La serie è stata concessa in licenza in Italia da Panini Comics e in Francia da Kana.
| Nº | Data di prima pubblicazione | Data di prima pubblicazione                                                 | Data di prima pubblicazione | Data di prima pubblicazione |
| Nº | Giapponese                  | Giapponese                                                                  | Italiano                    | Italiano                    |
| -- | --------------------------- | --------------------------------------------------------------------------- | --------------------------- | --------------------------- |
| 1  | 8 ottobre 2020              | ISBN 978-4-253-28001-3                                                      | 29 settembre 2022           | ISBN 978-88-287-2274-8      |
| 2  | 8 gennaio 2021              | ISBN 978-4-253-28002-0                                                      | 17 novembre 2022            | ISBN 978-88-287-2922-8      |
| 3  | 8 marzo 2021                | ISBN 978-4-253-28003-7                                                      | 12 gennaio 2023             | ISBN 978-88-287-2943-3      |
| 4  | 8 giugno 2021               | ISBN 978-4-253-28004-4                                                      | 9 marzo 2023                | ISBN 978-88-287-4675-1      |
| 5  | 6 agosto 2021               | ISBN 978-4-253-28005-1                                                      | 11 maggio 2023              | ISBN 978-88-287-5040-6      |
| 6  | 8 ottobre 2021              | ISBN 978-4-253-28006-8                                                      | 13 luglio 2023              | ISBN 978-88-287-5471-8      |
| 7  | 8 dicembre 2021             | ISBN 978-4-253-28007-5                                                      | 14 settembre 2023           | ISBN 978-88-287-5909-6      |
| 8  | 8 marzo 2022                | ISBN 978-4-253-28008-2                                                      | 9 novembre 2023             | ISBN 978-88-287-7163-0      |
| 9  | 6 maggio 2022               | ISBN 978-4-253-28009-9                                                      | 18 gennaio 2024             | ISBN 978-88-287-7905-6      |
| 10 | 7 luglio 2022               | ISBN 978-4-253-28010-5                                                      | 14 marzo 2024               | ISBN 978-88-287-8341-1      |
| 11 | 8 settembre 2022            | ISBN 978-4-253-28011-2                                                      | 9 maggio 2024               | ISBN 978-88-287-8730-3      |
| 12 | 8 novembre 2022             | ISBN 978-4-253-28012-9                                                      | 11 luglio 2024              | ISBN 978-88-287-9238-3      |
| 13 | 6 gennaio 2023              | ISBN 978-4-253-28013-6                                                      | 12 settembre 2024           | ISBN 978-88-287-9775-3      |
| 14 | 7 aprile 2023               | ISBN 978-4-253-28014-3                                                      | 14 novembre 2024            | ISBN 979-12-21902-94-5      |
| 15 | 8 giugno 2023               | ISBN 978-4-253-28015-0                                                      | 23 gennaio 2025             | ISBN 979-12-21908-49-7      |
| 16 | 8 agosto 2023               | ISBN 978-4-253-28016-7                                                      | 13 marzo 2025               | ISBN 979-12-21913-61-3      |
| 17 | 8 novembre 2023             | ISBN 978-4-253-28017-4                                                      | 8 maggio 2025               | ISBN 979-12-21918-75-5      |
| 18 | 5 gennaio 2024              | ISBN 978-4-253-28018-1                                                      | 10 luglio 2025              | ISBN 979-12-21923-72-8      |
| 19 | 7 marzo 2024                | ISBN 978-4-253-28019-8                                                      | 11 settembre 2025           | ISBN 979-12-21927-99-3      |
| 20 | 8 maggio 2024               | ISBN 978-4-253-28531-5                                                      | —                           | —                           |
| 21 | 6 settembre 2024            | ISBN 978-4-253-28532-2 (ed. regolare) ISBN 978-4-253-28533-9 (ed. limitata) | —                           | —                           |
| 22 | 8 gennaio 2025              | ISBN 978-4-253-28534-6 (ed. regolare) ISBN 978-4-253-28535-3 (ed. limitata) | —                           | —                           |
| 23 | 8 aprile 2025               | ISBN 978-4-253-28537-7 (ed. regolare) ISBN 978-4-253-28536-0 (ed. limitata) | —                           | —                           |
| 24 | 6 giugno 2025               | ISBN 978-4-253-28539-1 (ed. regolare) ISBN 978-4-253-28538-4 (ed. limitata) | —                           | —                           |
| 25 | 8 luglio 2025               | ISBN 978-4-253-28541-4 (ed. regolare) ISBN 978-4-253-28540-7 (ed. limitata) | —                           | —                           |

### Teatro
Nel dicembre 2023 è stato annunciato che la serie avrebbe ricevuto un adattamento teatrale, andato in scena al Tennozu Galaxy Theater di Tokyo dal 17 al 24 febbraio 2024 e al Theater Drama City dell'Umeda Arts Theater di Osaka dal 29 febbraio al 3 marzo dello stesso anno.

### Anime
Nel maggio 2024 è stato annunciato un adattamento anime. La serie è prodotta da Studio Hibari e diretta da Ato Nonaka, con Hiroyuki Hashimoto come assistente alla regia, Yukie Sugawara che supervisiona e scrive le sceneggiature della serie, Ryoko Amisaki che cura il character design e Kōta Yamamoto che compone la colonna sonora a Pony Canyon. La serie viene trasmessa a partire dall'11 luglio 2025 su Nippon TV e le sue affiliate come parte del blocco Friday Anime Night. La sigla di apertura è Overnight degli The Oral Cigarettes, mentre quella di chiusura è What is justice? delle Band-Maid.
Remow ha concesso la licenza per la serie a Netflix, Amazon Prime Video, Crunchyroll e altri servizi come Samsung TV Plus (Nord America), Anime Onegai (America Latina), Bandplay (Brasile), Animation Digital Network (diversi territori europei) e Anime Generation (Italia) che trasmettono la serie in simulcast l'11 luglio con episodi settimanali. Netflix e Prime Video trasmettono la serie in tutto il mondo al di fuori del Giappone, anche se quest'ultimo la trasmette al di fuori del Giappone e della Cina continentale.

#### Episodi
Questa lista è suscettibile di variazioni e potrebbe essere incompleta o non aggiornata.

| Nº | Titolo italiano (traduzione letterale) Giapponese 「Kanji」 - Rōmaji                                                  | In onda        | In onda        |
| Nº | Titolo italiano (traduzione letterale) Giapponese 「Kanji」 - Rōmaji                                                  | Giapponese     | Italiano       |
| 1  | Sangue oni 「鬼の血」 - Oni no chi                                                                                    | 11 luglio 2025 | 26 luglio 2025 |
| 2  | Se vuoi farcela, continua a vincere 「成し遂げたいなら、 勝ち続けろ」 - Nashi togetai nara, kachi tsudzukero          | 18 luglio 2025 | 26 luglio 2025 |
| 3  | Eclissi di sangue - Sprigionamento 「血蝕解放」 - Kesshoku kaihō                                                      | 25 luglio 2025 | 29 luglio 2025 |
| 4  | Collaboriamo 「協力しろ」 - Kyōryoku shiro                                                                            | 1º agosto 2025 | 1º agosto 2025 |
| 5  | Gente pericolosa 「ヤバイ奴」 - Yabai yatsu                                                                           | 8 agosto 2025  | 8 agosto 2025  |
| 6  | Anche la via del lupo solitario ha dei limiti 「外の道にも限度があるだろう」 - Soto no michi ni mo gendo ga aru darou | 15 agosto 2025 | 15 agosto 2025 |
| 7  | Le belle donne sono davvero spaventose 「美人は手強い」 - Bijin wa tegowai                                            | 22 agosto 2025 | 22 agosto 2025 |

## Accoglienza
Il manga è stato nominato per i Next Manga Awards 2021 nella categoria stampa. A febbraio 2022 i primi otto volumi avevano oltre 1,2 milioni di copie in circolazione.